# 미시마촌 (도쿠시마현)
미시마촌(三島村)은 도쿠시마현 미마군에 있던 촌이다. 

## 역사
- 1889년 10월 1일 - 정촌제 시행에 의해 3촌의 구역으로 성립하였다
- 1954년 3월 31일 - 구 아나부키정, 구치야마촌, 후루미야촌과 합병해, 새로운 아나부키정이 성립, 동일 미시마촌은 폐지되었다.

## 교통

### 철도
- 일본국유철도
  - 도쿠시마 본선 (현 도쿠시마선)

### 도로
- 국도 제192호선

## 참고문헌
- 角川日本地名大辞典 36 徳島県